# Paul Knuchel
Paul Knuchel was een Zwitsers schoonspringer. Hij nam deel aan de Olympische Zomerspelen van 1920 in Antwerpen.

## Belangrijkste resultaten
Knuchel was een van de 77 Zwitserse deelnemers aan de Olympische Zomerspelen van 1920. Binnen het discipline van het schoonspringen op deze Spelen nam hij deel aan het onderdeel van de drie meter hoge springplank. Hij was de enige Zwitserse deelnemer op dit onderdeel, waaraan in totaal 14 atleten deelnamen uit negen landen.
In deze competitie werd Knuchel op 26 augustus 1920 zevende en laatste in zijn halve finale. Hierdoor mocht hij 's anderendaags niet aantreden in de finale. Met 431,35 punten behaalde hij overigens de laagste score van alle 14 deelnemers op dit onderdeel.

### Olympische Zomerspelen
| Jaar | Plaats    | Resultaten                         |
| ---- | --------- | ---------------------------------- |
| 1920 | Antwerpen | 7e (halve finale) drie meter plank |